# マインドサイズ
『マインドサイズ』は、高河ゆんによる日本の漫画作品の短編集、およびその表題作となった短編漫画。
- 『かわきの瞳-マインドサイズ1-』（VALプリティ創刊号）
- 『君の国をはなれても-マインドサイズ2-』（描き下ろし）
- 『グラス･マジック』（描き下ろし）
- 『メタルハート』（コミックVAL1986年11月号）
  - 商業誌デビュー作

## イメージアルバム
同作者による漫画作品『ありす IN WONDERLAND』のイメージアルバムも兼ねられている。
1. かわきの瞳
  - 作詞：松葉美保 / 作曲：濱田金吾 / 編曲：原一博 / Vocal：Kenji
2. MIND SIZE
  - 作曲･編曲：かしぶち哲郎 / 演奏：Night Circus（岩倉健二、中原信雄、美尾洋乃、丸尾めぐみ、佐藤秀也）
3. 君の国をはなれても
  - 作詞：松葉美保 / 作曲･原一博 / Vocal：Kenji
4. 誘惑-CINDERELLA GAME-
  - 作詞：松葉美保 / 作曲･原一博 / Vocal：A-mi / Chorus：田中志摩子
5. 溺愛-ありす IN WONDERLAND
  - 作曲･編曲：かしぶち哲郎 / 演奏：Night Circus
6. プリズム･アイ
  - 作詞･作曲：辛島美登里 / 編曲：矢萩秀明 / Vocal：木村真紀
  - 林原めぐみがカバーし、アルバム『WHATEVER』に再録された。
7. 浜辺のダイアリー
  - 作詞･作曲：辛島美登里 / 編曲：矢萩秀明 / Vocal：林原めぐみ
  - 林原めぐみのアルバム『WHATEVER』に再録された。
8. 魔法の国 夢の城
  - 作曲･編曲：かしぶち哲郎 / 演奏：Night Circus
9. Moon Light Essence
  - 作詞：松葉美保 / 作曲：中村裕介 / 編曲：丸尾めぐみ / Vocal：中村裕介

- シンセサイザーオペレーター：原一博、辻伸夫、多田彰文
- 演奏：矢吹俊郎、春名正治、嶋村隆
- ミキサー：渡辺和夫（サウンド・アトリエ）
- アシスタント・ミキサー：斉藤淳一、徳永宏、石橋守
- ディレクター：山崎淳（アトリエ・モス）
- 録音スタジオ：AVIC.St、Sound Design.St、Omni.St

## 書誌情報
高河ゆん、『マインドサイズ』〈光文社、VAL光文社コミックス〉
- 1988年6月30日発売、ISBN 978-4-334-80049-9